# Янковский, Аркадий Эдуардович
Арка́дий Эдуа́рдович Янко́вский (род. 20 апреля 1958, Новосибирск) — новосибирский либеральный политик, депутат Государственной Думы РФ 1995—1999.

## Биография
Родился 20 апреля 1958 года в городе Новосибирске. По всем официальным анкетам проходит[куда?] русским.
Окончил школу № 172.
В 1980 году окончил Новосибирский электротехнический институт по специальности «инженер электронной техники». После окончания ВУЗа 10 лет работал по специальности на государственном предприятии НПО «Каскад» инженером-наладчиком. Позднее работал в производственно-коммерческом АО «Мета-Прибор» начальником отдела.
В 1980-е участвовал в самиздате (пресс-бюллетень СибИА).
Несколько лет был колумнистом наиболее тиражной газеты Новосибирска «Ва-банкъ»
С апреля 1997 года по 2002 год — первый вице-президент Российской шахматной федерации.
В 2001 году был назначен генеральным директором компании «Альфа-Эко-Новосибирск» — дочерней структуры «Альфа-Групп». Осенью того же года из-за разногласий с руководством покинул компанию.
В 2010—2011 годах работал ведущим инспектором Счётной палаты РФ.
Возглавлял совет общественной организации «Общество и власть». Учредитель и руководитель независимого Дискуссионного клуба в Новосибирске с 2016 года.
13 марта 2022 года накануне решения суда по административному делу, в котором он являлся ответчиком, Янковский покинул территорию РФ и через некоторое время объявился в США.
6 сентября 2024 года Минюстом РФ был признан иноагентом и внесён в список иностранных агентов.
Женат, имеет двух дочерей (Надежда и Александра). Жена Янковская Наталья Александровна — домохозяйка.

## Политическая деятельность
- С 1992 года (с момента создания) и до 2000 года — член Партии экономической свободы.
- С 1997 года — сопредседатель Партии экономической свободы.
- C 2000 член партии «Либеральная Россия».
- Один из организаторов блока «Демократическая Россия» в Новосибирске.
- В 1990 году на первых альтернативных выборах был избран депутатом Новосибирского городского совета.
- В августе 1991 года во время ГКЧП поддержал Ельцина, установив российский флаг у входа в здание Новосибирского горисполкома.[6][7] Впоследствии считал этот поступок своей "главной заслугой перед городом".[8]
- После указа Ельцина  № 1400 «О поэтапной конституционной реформе в Российской Федерации» первым в Горсовете досрочно сложил депутатские полномочия.
- В 1993 году участвовал в выборах депутатов Государственной Думы по Заельцовскому округу № 126. Был вторым, проиграв Василию Липицкому около 0,3 % голосов. Накануне выборов ряд членов «ДемРоссии» высказали Янковскому претензии финансового характера, что привело к внутреннему конфликту между ним и депутатом Совета федерации Алексеем Мананниковым.[9]
- 17 декабря 1995 года на выборах депутатов Государственной Думы одержал победу на том же округе, представляя себя как защитника обманутых вкладчиков.[10]
- Являлся заместителем председателя Комитета Государственной Думы по туризму и спорту, возглавляя подкомитет по туризму.
- Состоял в депутатской группе «Российские регионы». С 4 февраля 1999 года входил во фракцию «Яблоко».[11]
- В декабре 1999 года пытался повторно избраться в депутаты Государственной Думы по своему округу. Выборы проиграл, набрав лишь 2,56% голосов избирателей.[12]
- В декабре 2001 года участвовал в качестве кандидата на выборах в  Новосибирский областной Совет депутатов по округу №28. Был выдвинут от партии «Яблоко». Выборы проиграл.[13]
- Политический беженец, на постоянной основе принимает участие в акциях и мероприятиях антироссийской направленности за рубежом. Входит в исполнительный совет признанного в РФ нежелательной организацией «Съезда народных депутатов». Является соратником И. Пономарева. Принимает участие в съездах «Форума свободных народов пост-России».[14]

## Интересные факты
- Около 15 лет Управление делами президента не могло выселить Аркадия Янковского из служебной квартиры в Москве, в которой он продолжал проживать с момента окончания его депутатской каденции. Освободить служебное жильё от экс-депутата удалось только в 2015 году[15].